# Les Belles Heures du duc de Berry
Ne doit pas être confondu avec Les Très Belles Heures du duc de Berry.
Les Belles Heures du duc de Berry sont un livre d'heures commandé par Jean de Berry actuellement conservé au Metropolitan Museum of Art de New York, au sein de la collection des Cloîtres, sous la cote Acc.no.54.1.1. Les enluminures ont été peintes par les Frères de Limbourg entre 1405 et 1408 ou 1409. 

## Histoire du manuscrit
En 1413, dans un inventaire des biens de Jean, duc de Berry établi par Robinet d'Étampes, son garde des joyaux, à l'item 960, un manuscrit est décrit ainsi : 
« Item unes belles Heures, tres bien et richement historiees; et au commancement est le kalendrier, bien richement escript et historic; et apres est historiee la Vie et Passion de Saincte Katherine; et ensuivant sont escriptes les quatre Euvangiles et deux oroisons de Nostre Dame ; et apres commancent les Heures de Nostre Dame, et s'ensuivent pluseurs autres heures et oroisons ; et au commancement du second fueillet desdictes Heures de Nostre Dame, a escript : audieritis; couvertes de veluiau vermeil, a deux fermouers d'or, esquielx sont les armes de Monseigneur de haulte taille; et par dessus lesdictes Heures a une chemise de veluiau vermeil, double de satin rouge; lesquelles Heures Monseigneur a fait faire par ses ouvriers. »
Les « ouvriers » ici dont les noms ne sont pas cités sont, sans aucun doute, d'après le style des miniatures, Paul, Jean et Herman de Limbourg. Ceux-ci sont employés par le duc de Berry depuis 1405, après avoir travaillé pour Philippe II de Bourgogne jusqu'à la mort de celui-ci en 1404. À la fin de cette année 1405, les trois frères bénéficient d'une rémunération de 21 pièces d'or qui correspond peut-être à un premier paiement pour la réalisation de ces Belles Heures. La date d'achèvement des miniatures du manuscrit est généralement fixée à la fin de l'année 1408, après l'ajout au catalogue de l'item précédent, un manuscrit des œuvres de Christine de Pisan ou avant le 9 juillet 1409, date de l'ajout de l'item suivant au catalogue soit Les Grandes Heures du duc de Berry.
À la mort du duc en 1416, le manuscrit reste dans la succession du prince. Il entre en possession de Yolande d'Aragon, belle-mère de Charles VII en 1417, qui l'emmène sans doute dans son duché d'Anjou. Il y reste sans doute pendant plusieurs décennies, car il semble avoir inspiré plusieurs manuscrits angevins pendant cette période. Puis il disparait totalement jusqu'à sa réapparition en 1879. En mai de cette année-là, il est découvert parmi les biens de Pierre-Gabriel Bourlier, baron d'Ailly par Léopold Delisle, alors conservateur à la Bibliothèque nationale, qui en publie une description en 1880,. 
Le manuscrit est finalement acquis par Edmond de Rothschild entre 1880 et 1884. Son fils Maurice l'obtient dans la succession de son père en 1934. Après son départ pour Montréal en juillet 1940, le manuscrit, déposé dans le caveau d'une banque parisienne est saisi par l'occupant allemand en juillet 1941 avec cinq autres manuscrits précieux. Puis sa trace disparait de nouveau. Le Répertoire des biens spoliés établi par le commandement militaire français à Berlin en 1948 mentionne bien un « Livre d'heures du Duc de Berry, ms. sur vélin de la fin du XIVe siècle richement décoré de miniatures en camaïeu », mais cette formule ne permet pas d'y voir plus les Belles Heures que le Livre d'heures de Jeanne d'Évreux. Rien ne permet de le localiser avec certitude de 1941 jusqu'à sa restitution, ni de dire qu'il a été expédié en Allemagne. Les manuscrits de Maurice de Rothschild, au nombre de 36, lui sont finalement restitués et inventoriés dans son château à Pregny-Chambésy (Suisse) en 1952. En 1954, il propose le manuscrit à la vente à New York, en compagnie des Heures de Jeanne d'Évreux, d'abord à la Pierpont Morgan Library, qui doit décliner l'offre car tous ses fonds d'acquisition sont épuisés cette année-là par le Missel de Constance. C'est finalement le Metropolitan Museum of Art qui, de manière exceptionnelle, acquiert les deux ouvrages pour 300 000 dollars.

## Description du manuscrit
Le manuscrit est composé de 225 folios soit 450 pages. Il comprend 172 miniatures.
Le livre d'heures s'organise de la façon suivante (les œuvres dont les titres sont en gras illustrent la ligne concernée) :
| Chapitre | Cahiers | Feuillets         | Nombre de miniatures | Exemple de miniature |
| --- | ------- | ----------------- | --- | -------------------- |
| Ex-libris | 1       | Page de garde + 1 | Ex-libris calligraphié par Jean Flamel, secrétaire du duc |                      |
| Calendrier | 2       | 2 à 13            | Chaque page comprend 2 petites miniatures, représentant une activité et un signe du Zodiaque : Janvier (Jeunesse et vieillesse dos à dos ; signe du Verseau) ; Février (Un homme se chauffant les mains ; signe des poissons) ; Mars (culture de la vigne ; signe du bélier) ; Avril (Jeune homme fleur à la main ; signe du taureau) ; Mai (la chasse au faucon : signe des gémeaux) ; Juin (Fenaison ; signe du Cancer) ; Juillet (Moisson ; signe du lion) ; Août (Battage du blé ; signe de la vierge) ; Septembre (foulage du raisin ; signe de la balance) ; Octobre (Semailles ; signe du scorpion) ; Novembre (Glandée ; signe du sagittaire) ; Décembre (Abattage du cochon ; signe du capricorne) |                      |
| Histoire de sainte Catherine                                                                                                | 3       | 14-20             | 11 grandes miniatures : Catherine dans son studio ; Catherine refusant d'adorer l'idole ; Catherine confondant les docteurs ; Catherine jetée en prison ; Catherine attachée à une colonne ; Catherine soignée par les anges ; La Décapitation de l'impératrice Faustine ; Les Anges détruisent les roues du martyre ; La Décapitation de Porphyre ; La Décapitation de Catherine ; Les Anges transportant le corps de la sainte sur le mont Sinaï. |                      |
| Lecture des évangiles et prières à la Vierge                                                                                | 4       | 21-29             | 6 petites miniatures : Saint Jean l'évangéliste ; Saint Matthieu ; Saint Luc ; Saint Marc ; La Vierge Aracoeli ; L'Empereur Auguste et la sibylle de Tibur. |                      |
| Heures de la Vierge, sept psaumes pénitentiaux et institution de la grande litanie                                          | 5-10    | 30-79             | 12 grandes miniatures : Annonciation (matines) ; Visitation (laudes) ; Nativité (prime) ; Annonce aux bergers (tierce) ; Adoration des mages (sixte) ; Présentation au temple (nones) ; Massacre des Innocents (vêpres) ; Fuite en Égypte (complies) ; L'Institution de la grande litanie ; La Procession de la grande litanie ; La Fin de la peste ; La procession des flagellants. 7 petites miniatures : Un ange détruisant les ennemis de David (psaume 6) ; David faisant une offrande à Dieu (psaume 32) ; David percé de flèches (psaume 38) ; David réprimandé par le prophète Nathan (psaume 51) ; David suppliant Dieu (psaume 102) ; David suppliant Dieu (psaume 130) ; David fuyant Absalon (psaume 143). |                      |
| Heures de la croix, heures du Saint-Esprit, quinze joies de la Vierge et sept prières invoquant l'Incarnation et la Passion | 11-12   | 80-98             | 2 grandes miniatures : Descente de croix (heures de la croix) ; Pentecôte (heures du Saint-Esprit). 6 petites miniatures : Assomption ; Un roi et sa suite en prière ; Le Duc de Berry en prière ; La Trinité ; La Duchesse de Berry en prière ; L'Adoration de la croix. |                      |
| Raymond Diocrès, saint Bruno et la fondation de l'ordre des Chartreux                                                       | 13      | 94-98             | 8 grandes miniatures : Raymond Diocrès expliquant les Écritures ; Raymond Diocrès criant dans son cercueil ; Les Funérailles de Raymond Diocrès ; Saint Bruno quittant Paris ; La Vision de l'évêque Hugues ; L'Évêque Hugues recevant Bruno et ses compagnons ; L'Entrée dans la Grande Chartreuse ; La Grande Chartreuse. |                      |
| Office des morts | 14-16   | 99-122            | 1 grande miniature : Un cimetière |                      |
| Heures de la Passion | 17-20   | 123-154           | 17 grandes miniatures : Le Christ au jardin des oliviers (matines) ; Le Baiser de Juda (matines) ; Le Christ devant Caïphe (matines) ; La Dérision du Christ (laudes) ; La Flagellation (laudes) ; Le Christ devant Pilate (prime) ; Pilate proposant de relâcher le Christ (prime) ; Pilate se lavant les mains (tierce) ; Le Portement de la croix (tierce) ; Le Christ cloué en croix (sixte) ; L'Éponge de vinaigre présentée au Christ (sixte) ; Le Coup de lance (nones) ; La Mort du Christ (nones) ; La Déposition (vêpres) ; La Déploration (vêpres) ; La Mise au tombeau (complies) ; Les Soldats devant le tombeau (complies) |                      |
| Prières au Saint-Esprit et à la sainte Trinité, histoire d'Héraclius et de la Vraie Croix, suffrages                        | 21-24   | 155-182           | 13 grandes miniatures : Héraclius rapportant la croix ; L'Entrée d'Héraclius à Jéruslame ; L'Exaltation de la Croix ; Le Martyre de saint Barthélemy ; Le Martyre de saint Étienne ; Saint Eustache perdant ses fils ; Saint Georges terrassant le dragon ; Saint Nicolas sauvant les voyageurs en mer ; Saint Martin partageant son manteau ; Saint Antoine de Padoue apaisant une tempête ; Saint François recevant les stigmates ; Saint Louis devant Damiette ; Saint Charlemagne ; Le Martyre de sainte Ursule et des onze mille vierges. 27 petites miniatures : La Pentecôte ; La Trinité ; La Vierge et l'Enfant en trône (commémoration de la Vierge) ; Saint Michel ; Saint Jean Baptiste ; Saint Jean l'Évangéliste ; Saint Pierre et saint Paul ; Saint André ; Saint Jacques le Majeur ; Le Martyre de saint Laurent ; Saint Vincent exposé aux bêtes ; Saint Clément jeté à la mer ; Saint Christophe ; Le Martyre de saint Sébastien ; Le Martyre de saint Denis et de ses compagnons ; Saint Ambroise ; Saint Augustin ; Saint Maur ; Saint Benoit ; Saint Bernard ; Sainte Marie Madeleine ; Sainte Marguerite ; Sainte Agnès ; Sainte Agathe ; La Décapitation de sainte Lucie ; Sainte Cécile ; Sainte Geneviève. |                      |
| Histoire de saint Jérôme | 25      | 183-190           | 12 grandes miniatures : Saint Jérôme étudiant les philosophes classiques ; Le Songe de saint Jérôme ; Saint Jérôme ordonné cardinal ; Saint Jérôme habillé en femme ; Saint Jérôme quittant Constantinople ; Saint Jérôme contemplant le Saint-Sépulcre ; Saint Jérôme tenté par les danseuses ; Saint Jérôme retirant une épine de la patte d'un lion ; Le Lion retrouvant l'âne perdu ; Saint Jérôme traduisant la Bible ; La Mort de saint Jérôme ; Les Malades assistant aux funérailles de saint Jérôme. |                      |
| Histoire de saint Paul et de saint Antoine                                                                                  | 26      | 191-194           | 8 grandes miniatures : Saint Paul l'Ermite assistant à la tentation d'un chrétien ; Saint Antoine cherchant l'ermitage de saint Paul ; Un satyre indiquant sa route à saint Antoine ; Saint Paul et saint Antoine nourris par une colombe ; L'Âme de saint Paul transportée au ciel ; Des lions aidant saint Antoine à enterrer saint Paul ; Saint Antoine assailli par des démons ; La Mort de saint Antoine. |                      |
| Messes | 27-28   | 195-210           | 8 petites miniatures : La Nativité (messe de Noël) ; La Résurrection (messe de dimanche de Pâques) ; L'Ascension (messe de l'Ascension) ; La Célébration de la messe de la Pentecôte ; Le Trône de grâce (messe de la Sainte-Trinité) ; L'Élévation de l'hostie (messe de la Fête-Dieu) ; L'Exaltation de la croix ; La Vierg et l'Enfant avec deux anges (messe de la Vierge). |                      |
| Histoire de saint Jean Baptiste et messes                                                                                   | 29-30   | 211-222           | 8 grandes miniatures : Saint Jean Baptiste dans le désert ; Le Baptême du Christ ; La Décollation de saint Jean Baptiste ; Salomé présentant la tête de saint Jean Baptiste (messe de la nativité de saint Jean Baptiste) ; La Mort de Simon le Magicien (messe de saint Pierre et saint Paul) ; La Cour céleste (messe de la Toussaint) ; La Messe des défunts. |                      |
| Prières pour les voyageurs                                                                                                  | 31      | 223-225           | 1 grande miniature : Le Duc en voyage. |                      |